# Криводол (Бугарска)
Криводол је град у Републици Бугарској, у североисточном делу земље, седиште истоимене општине Криводол у оквиру Врачанске области.

## Географија
Положај: Криводол се налази у североисточном делу Бугарске. Од престонице Софије град је удаљен 130 km северно, а од обласног средишта, (Враце град је удаљен 20 km северно.
Рељеф: Област Криводола се налази на југозападном ободу Влашке низије. Град се налази у брежуљкастом подручју, на око 200 m надморске висине.
Клима: Клима у Криводолу је конитнентална.
Воде: Кроз Криводол протиче речица Ботуња, а у околини има више мањих водотока.

## Историја
Област Криводола је првобитно било насељено Трачанима, а после њих овом облашћу владају стари Рим и Византија. Јужни Словени ово подручеје насељавају у 7. веку. Од 9. века до 1373. г. област је била у саставу средњовековне Бугарске.
Крајем 14. века област Криводола је пала под власт Османлија, који владају облашћу 5 векова.
Године 1878. град је постао део савремене бугарске државе. Насеље постоје убрзо средиште окупљања за села у околини, са више јавних установа и трговиштем. Насеље добија градска права 1969. г.

## Становништво
По проценама из 2010. г. Криводол је имао око 3.400 ст. Огромна већина градског становништва су етнички Бугари. Остатак су махом Роми. Последњих деценија град губи становништво због удаљености од главних токова развоја у земљи.
Претежан вероисповест месног становништва је православна.

## Галерија
- Дунав код Козлодуја
- Нуклеарна централа
- Градски стадион